# Moussa Saïb
Moussa Saïb (n. Théniet El Had, provincia de Tissemsilt, Argelia, 5 de marzo de 1969) es un exfutbolista y entrenador argelino. Jugaba de centrocampista.

## Trayectoria
Saïb tuvo relevancia sobre todo por el papel con la selección de su país. Fue el capitán argelino en la primera mitad de la década de los 90, y pieza clave del combinado de su país que ganó la Copa de África de 1990.
En clubes, comenzó a destacar en las filas del JS Kabylie de su país natal, con quien ganó la Champions africana de 1990. Dos años después pega el salto a Europa de la mano del AJ Auxerre francés. En 1997 prueba suerte con el Valencia CF, pero no encuentra lugar y tan sólo disputa 14 encuentros con los che. En 1998 recala al Tottenham Hotspur inglés.
Posteriormente, su carrera continuaría en equipos de Arabia Saudita, Francia o Argelia, entre otros, hasta retirarse en 2004.
Su carrera como entrenador se inició en agosto de 2007 al hacerse cargo del JS Kabylie.

### Clubes
- 1987-1989 : JSM Tiaret  Argelia
- 1989-1992 : JS Kabylie  Argelia
- 1992-1997 : AJ Auxerre  Francia
- 1997-1998 (mzo.) : Valencia CF  España
- 1998 (mzo.)-1999 (dic.) : Tottenham Hotspur  Inglaterra
- 1999 (dic.)-2000 (dic.) : Al-Nassr  Arabia Saudita
- 2000 (diciembre)-2001 : AJ Auxerre  Francia
- 2001-2002 (enero) : AS Monaco FC  Francia
- 2002 (enero)-2002 : FC Lorient  Francia
- 2002-2002 (noviembre) : Dubai Club  Emiratos Árabes Unidos
- Noviembre-diciembre de 2002 : Al-Ahli (Dubai)  Emiratos Árabes Unidos
- 2003 (enero)-2004 : JS Kabylie  Argelia

## Entrenador
- En. 2006 - Oct. 2006 : Olympique Noisy-le-Sec  Francia
- Oct. 2006 - Nov. 2006 : JS Kabylie  Argelia (Adjunto)
- Jul. 2007 - Ago. 2007 : JS Kabylie  Argelia (Co-entrenador)
- Ago. 2007 - Jun. 2008 : JS Kabylie  Argelia
- Principios de 2008: Arabia Saudí  Arabia Saudita
- Nov. 2008 - En. 2009: JS Kabylie  Argelia

## Títulos
- Champions League africana 1990
- Liga de Argelia 1990 y 2004
- Copa de Argelia 1992
- Ligue 1 francesa 1996
- Copa francesa 1994, 1996 y 2002
- Copa de la Liga inglesa 1999
- Copa de África de naciones 1990
- Copa Afroasiática de naciones 1991
- DZFoot de oro 2003
- Balón de oro argelino 2004